# Norbert Keßlau
Norbert Keßlau (* 13. Juli 1962 in Dortmund) ist ein ehemaliger deutscher Ruderer. Keßlau gehörte zum Ruhr-Vierer, einem der in den 1980er Jahren weltbesten Boote in der Bootsklasse Vierer ohne Steuermann.
Der Ruderer vom Ruderclub Hansa von 1898 aus Dortmund begann 1978 mit dem Rudersport, er ruderte schon im Jugendbereich mit seinem Vereinskameraden Jörg Puttlitz in einem Boot. 1982 war Keßlau Ersatzruderer bei den Ruder-Weltmeisterschaften. 1983 rückten Puttlitz und Keßlau zu den Wittener Brüdern Guido und Volker Grabow ins Boot. Der neu zusammengesetzte Ruhr-Vierer gewann nicht nur den Titel bei den Deutschen Meisterschaften, sondern siegte auch bei den Ruder-Weltmeisterschaften in Duisburg. Die vier Ruderer verteidigten den Deutschen Meistertitel in den Jahren 1984 bis 1986. Bei den Olympischen Spielen 1984 belegte der Vierer mit anderthalb Sekunden Rückstand auf die dänischen Bronzemedaillengewinner den vierten Platz. 1985 wiederholten die vier Ruderer den Weltmeisterschaftsgewinn von 1983, im Jahr darauf waren sie Vizeweltmeister hinter dem Boot aus den Vereinigten Staaten. 1987 pausierte Keßlau, kehrte aber 1988 zurück. Der Ruhr-Vierer unterlag bei den Deutschen Meisterschaften 1988 einer Renngemeinschaft mit Eckhardt Schultz, Ansgar Wessling, Matthias Mellinghaus und Thomas Möllenkamp. Diese vier Ruderer gehörten bei den Olympischen Spielen 1988 in Seoul zum Deutschland-Achter, mit dem sie Gold gewannen. Im Ruhr-Vierer rückte Keßlau vor den Olympischen Spielen auf die Position des Schlagmanns, das Boot belegte in Seoul den dritten Platz. Keßlau und Puttlitz wurden 1989 zusammen mit den Würzburgern Mark Mauerwerk und Frank Dietrich noch einmal Deutscher Meister im Vierer. 1985, 1986 und 1989 gewannen Keßlau und Puttlitz auch bei den Deutschen Meisterschaften im Achter.
Für seine sportlichen Erfolge erhielt er 1986 das Silberne Lorbeerblatt.